# Национальный медицинский исследовательский центр радиологии
Национальный медицинский исследовательский центр радиологии Министерства здравоохранения Российской Федерации  (сокращ. ФГБУ «НМИЦ радиологии» Минздрава России) — федеральное государственное бюджетное учреждение, научное и клиническое объединение трёх медицинских центров: МНИОИ им. П.А. Герцена, МРНЦ им. А.Ф. Цыба и НИИ урологии и интервенционной радиологии им. Н.А. Лопаткина. 

## История
Центр создан в мае 2014 года по приказу Министра здравоохранения Российской Федерации Вероники Скворцовой. В том же году генеральным директором назначен академик РАН Андрей Каприн.
Центр находится в непосредственном подчинении Министерства здравоохранения Российской Федерации. Имеет статус федерального референсного центра по лучевой диагностике, молекулярной генетике и патоморфологии с применением дистанционных методов исследований.
С 2020 года — базовая организация государств — участников СНГ в области онкологии.
На базе ФГБУ «НМИЦ радиологии» Минздрава России функционируют два национальных регистра: Канцер-регистр по оказанию онкологической помощи в России и Национальный радиационно-эпидемиологический регистр.

## Руководство
Пост генерального директора ФГБУ «НМИЦ радиологии» Минздрава России занимает доктор медицинских наук, профессор, академик РАН, заслуженный врач РФ Андрей Дмитриевич Каприн.

## Особенности центра
Благодаря слиянию трёх ведущих российских научно-исследовательских институтов в области онкологии, радиологи и урологии, ФГБУ «НМИЦ радиологии» Минздрава России располагает полным спектром возможностей современной диагностики и комплексного и комбинированного методов лечения онкологических больных. Центр имеет в арсенале все виды современных лучевых установок, в том числе – гамма и кибер- ножи, первый отечественный протонный ускоритель «Прометеус», а также передовые технологии, такие как: хайпек (HIPEC) и пайпек (PIPAC), рентгенохирургические методы лечения, радионуклидную и брахи- терапии. Центром запатентован и активно применяется метод сохранения репродуктивных функций прошедших лечение онкопациентов с помощью криоконсервации генетического материала. Создано уникальное для России отделение реконструктивно-пластической хирургии лучевых повреждений (филиал — МРНЦ имени А.Ф.Цыба).
Все три филиала оказывают все виды оперативного вмешательства при онкозаболеваниях, в том числе, с реконструкцией утраченных органов (молочной железы, органов мочеиспускания, ЖКТ, глотки, языка, челюсти и т.д.), что не просто решает проблему хирургического удаления опухоли, но и значительно повышает качество жизни пациентов. Центр оказывает медицинскую помощь в области детской урологии и является единственным в стране учреждением, проводящим трансплантацию органов мочеполовой системы при поддержке гемодиализа (филиал — НИИ урологии и интервенционной радиологии имени Н.А. Лопаткина).
Центр обладает высоким научным потенциалом. В его стенах воспитана целая плеяда учёных, которые занимаются фундаментальными разработками и их применением на практике, созданием новых противоопухолевых средств лечения онкологических заболеваний, проводятся экспериментальные исследования и клинические испытания новейших препаратов. Молекулярно-генетическая служба НМИЦ радиологии проводит весь спектр современного генетического тестирования, что позволяет предсказывать наследственные формы рака, а также разрабатывать программу их профилактики и лечения.

## Деятельность центра

### Медицинская
Основными направлениями деятельности центра являются:
- проведение реконструктивно-пластических операций с использованием микрохирургической техники;
- комбинированное лечение с интраоперационной лучевой терапией в условиях общей газовой гипоксии;
- сочетанное лучевое лечение больных с тотальным поражением одного или двух бронхов, трахеи;
- комплексное применение радиопротекторов и радиомодификаторов;
- комбинированное лечение больных раком гортаноглотки с сохранением голосовой функции;
- методики фотодинамической терапии;
- флюоресцентная диагностика злокачественных опухолей различных локализаций[10][11]

ФГБУ «НМИЦ радиологии» стал в первым мире учреждением, где была выполнена изолированная перфузия головного мозга пациентке с глиобластомой,6 и первым в России центром, где провели операции по радиоэмболизации печени пациентам с гепатоцеллюлярным раком.

### Научно-исследовательская деятельность
Начиная с 2014 года на базе центра проводятся различные научные конференции. Центр также оказывает различные образовательные услуги в области медицины.
В 2021 году в центре был открыт новый способ лечения рака груди — брахиотерапия.

### Издательская деятельность
Центр ежегодно издает большое количество[сколько?] научных, медицинских, популярных изданий по профильной тематике, в том числе брошюры для пациентов, рассказывающие о профилактике и лечении онкозаболеваний, а также участвует в выпуске ряда специализированных журналов: 
- «Research and Practical Medicine Journal» ( «Исследования и практика в медицине»)[17]
- «Онкология. Журнал имени П.А.Герцена»[18]
- и другие

## Сотрудники центра
Сегодня в Центре трудятся 3 466 специалистов, в числе которых 4 академика и 4 члена-корреспондента РАН, 520 докторов медицинских наук и кандидатов медицинских наук.